# Хлібино
Хлі́бино (рос. Хлебино, ерз. Хлебино) — село у складі Теньгушевського району Мордовії, Росія. Входить до складу Барашевського сільського поселення.
Населення — 228 осіб (2010; 225 у 2002).
Національний склад (станом на 2002 рік):
- росіяни — 96 %